# اختلاف بین فلسفه طبیعت دموکریتی و اپیکوری
اختلاف فلسفهٔ طبیعت دموکریتوس و اپیکور عنوان رساله دکترای کارل مارکس است که در سال ۱۸۴۱ نوشته شد. این رساله را محمود عبادیان و حسن قاضی‌مرادی به فارسی ترجمه کرده‌اند.

## تألیف
مارکس در ابتدا قصد داشت اثری مفصل درباره فلسفۀ یونان و به ویژه فلاسفۀ رواقی،اپیکوری و شک‌گرا بنویسد و به همین نیت از سال ۱۸۳۸ به مطالعۀ گستردۀ فلسفۀ یونان بر مبنای منابع اصلی به زبان یونانی و به ویژه به مطالعه فلسفۀ اپیکور پرداخت. حاصل این مطالعات از جمله هفت دفتر یادداشت دربارۀ فلسفۀ اپیکور بود.
در نهایت از تمام این مطالعات تنها همین رساله که خود مارکس آن را به عنوان مقدمه‌ای بر اثر بزرگترش که هرگز منتشر نشد، می‌دانست به عنوان رساله دکترا به دانشگاه ینا ارائه شد.

## ترجمه به فارسی
این کتاب به زبان فارسی ترجمه شده و با مشخصات زیر به چاپ رسیده‌است.
- مارکس، کارل. رسالۀ دکترای فلسفه: اختلاف بین فلسفۀ طبیعت دموکریتی و اپیکوری، ترجمۀ دکتر محمود عبادیان و حسن قاضی مرادی، تهران: اختران، ۱۳۸۱.